# 山口茜 (声優)
山口 茜（やまぐち あかね、1981年12月13日 - ）は、日本の女性声優。長崎県出身。

## 略歴
代々木アニメーション学院、日本ナレーション演技研究所卒業。
2018年8月31日まではアイムエンタープライズに所属していた。

## 人物
方言は長崎の方言。
趣味・スポーツは天体観測、絵を描くこと、卓球。特技は合気道、四方斬り、棒術。
座右の銘は「まっすぐに生きる事」。

## 出演
太字はメインキャラクター。

### テレビアニメ
2004年
- DAN DOH!!（青葉恭子、松井知子 他）
- 双恋（男の子）
- ローゼンメイデン（子供達）

2005年
- SPEED GRAPHER（女）

2006年
- パッタ ポッタ モン太（チューゾォ）

2007年
- がくえんゆーとぴあ まなびストレート!（生徒）
- 鉄子の旅（沿線の人々）

2008年
- 銀魂（店員）

2009年
- WHITE ALBUM（部員A）

2012年
- 坂道のアポロン（薫の伯母の客）

### ゲーム
- Memories Off After Rain（2005年）
- ARIA The NATURAL 〜遠い記憶のミラージュ〜（2006年、お花屋のおばさん）
- Memories Off 〜それから again〜（2006年、柏崎のおばあちゃん）
- ソウルクレイドル 世界を喰らう者（2007年、フィーヌ、アグリッピ）

### ドラマCD
- DAN DOH!!（青葉恭子）

### 吹き替え
- ER XII 緊急救命室 #17（マイケル〈コナー・チャヴァッリア〉）
- ウルフクリーク/猟奇殺人谷
- 名探偵モンク7 #11